# ديفيد سيمور
الاسم Chim (والذي ينطق شيم، وهو اختصار لاسم العائلة «شيمين») هو الاسم المستعار لديفيد سيمور (ديفيد سيمور) (الذي عاش في الفترة بين 20 نوفمبر 1911 و10 نوفمبر 1956)، وهو مصور فوتوغرافي وصحفي بولندي. وقد ولد داود شيمين (Dawid Szymin) في وارسو لأبوين بولنديين، واهتم بالتصوير أثناء الدراسة في باريس. وقد بدأ العمل كصحفي مستقل عام 1933.
وقد ساهمت تغطية تشيم للحرب الأهلية الإسبانية وتشيكوسلوفاكيا وغيرها من الأحداث الأوروبية في منحه سمعة جيدة. وقد اشتهر عنه على وجه الخصوص تعامله المفهم بالمشاعر مع البشر، خصوصًا مع الأطفال. وفي عام 1939، قام بتوثيق رحلة اللاجئين الإسبان الموالين إلى المكسيك وكان موجودًا في نيويورك عندما اندلعت الحرب العالمية الثانية. وفي عام 1940، تم تجنيده في جيش الولايات المتحدة حيث كان يخدم في أوروبا كمحلل للصور أثناء فترة الحرب. وقد أصبح مواطنًا من مواطني الولايات المتحدة بالتجنس عام 1942، وفي نفس العام، تم قتل والديه على يد النازيين. وبعد الحرب، عاد إلى أوروبا من أجل توثيق محنة الأطفال اللاجئين من أجل صندوق اليونيسيف (UNICEF) (صندوق الأمم المتحدة لرعاية الطفولة) الذي كان قد تم تأسيسه حديثًا.
وبعد فترة من يوم وصول الحلفاء إلى فرنسا، التقى شيم مع رئيس مكتب مجلة «لايف» في باريس ويل لانج الابن، وتناول الغداء معه في مقهى في بوي دي بولون (Bois de Boulogne) في باريس، بفرنسا، بالإضافة إلى المحرر ديدا كوماتشو (Dida Comacho) والمصور يال جويل (Yale Joel).

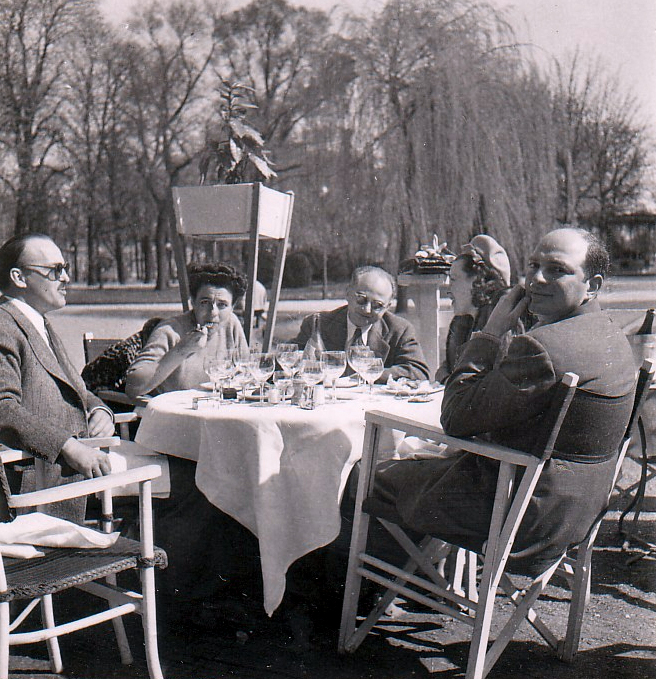
(من اليسار إلى اليمين) ويل لانج الابن ثم ديدا كوماتشو ثم ديفيد "شيم" سيمور ولويس لانج ويال جويل في مقهى في بوي دي بولون.

.

## ماجنم فوتوز
في عام 1947، قام شيم بتأسيس شركة Magnum Photos التعاونية بشكل مشترك مع روبرت كابا وهنري كارتييه بريسون، الذي تصادق معه في ثلاثينيات القرن العشرين في باريس. وقد استكمل شيم شهرته بالصور المقنعة التي قام بالتقاطها لأيام الحرب من خلال أعماله التالية في تصوير مشاهير هوليود، مثل صوفيا لورين وكيرك دوجلاس وإنجريد بيرجمان وجوان كولينز.
وبعد وفاة كابا عام 1954، أصبح شيم رئيسًا لشركة Magnum Photos. وقد شغل هذا المنصب حتى العاشر من نوفمبر عام 1956 عندما قتل (مع المصور الفرنسي جيان روي) بنيران سلاح آلي مصري، أثناء تغطية هدنة حرب السويس عام 1956.

## اقرأ أيضاً
- غيردا تارو

## وصلات خارجية
- ديفيد سيمور على موقع الموسوعة البريطانية (الإنجليزية)
- ديفيد سيمور على موقع ميوزك برينز (الإنجليزية)
- ديفيد سيمور على موقع ديسكوغز (الإنجليزية)

- The Photographs of David Seymour
- NPR Story: Reflections from the Heart
- Chim Home Page